# Зазулін Ігор Петрович
Ігор Петрович Зазулін (рос. И́горь Петро́вич Зазу́лин, нар. 13 квітня 1974, Ленінград) — радянський та російський футболіст, атакувальний півзахисник. По завершенні ігрової кар'єри — тренер.

## Клубна кар'єра
Більшу частину кар'єри провів у петербурзькому «Зеніті» (1991—1999). Першу гру за основний склад провів 11 липня 1991 року — вийшов на заміну в матчі першості СРСР серед команд першої ліги «Пардаугава» — «Зеніт».
Взимку 1998 року Зазулін міг перейти в московське «Торпедо», але президент «Зеніту» Віталій Мутко попросив у керівництва «автозаводців» надто велику суму, і Ігор залишився в «Зеніті» і виграв з командою Кубок Росії 1998/99.
На початку сезону 2000 за ініціативою старшого тренера пітерців Юрія Морозова Зазулін побував на перегляді в «Торпедо», «Роторі» і «Факелі», якому і був відданий в оренду. Відігравши перше коло, отримав травму і вибув до кінця сезону.
Потім виступав за петербурзькі клуби «Зеніт-2» і «Петротрест» і 2005 року завершив ігрову кар'єру.

## Збірна
З 1991 по 1994 рік регулярно залучався до молодіжної збірної СРСР, а потім і Росії. У 1993 році виступав у складі збірної на молодіжному чемпіонаті світу в Австралії, де в 4 матчах забив 1 гол і потрапив в символічну збірну турніру.

## Тренерська кар'єра
У 2002 році закінчив Санкт-Петербурзький державний університет фізичної культури імені П. Ф. Лесгафта, в 2008 році отримав другу вищу освіту на юридичному факультеті Державного університету ім. О. С. Пушкіна.
У 2008 році разом з деякими іншими колишніми футболістами «Зеніту» брав участь у X турнірі з футболу в залі серед любителів «Ліга Чайників» у складі команди «Стенлі».
У листопаді 2010 року призначений виконуючим обов'язки головного тренера санкт-петербурзького «Динамо».
З 2011 року працював помічником головного тренера в «Балтиці» (Калінінград). З 2012 року працював старшим тренером в «Авангарді» (Курськ). Після відставки Сергія Францева 17 квітня 2013 року очолив клуб спершу в статусі виконуючого обов'язки, а потім і головного тренера.
23 грудня 2014 року був призначений старшим тренером «Динамо» (СПб).
Має тренерську ліцензію категорії С, яка дає право працювати тренером у клубах першого і другого дивізіонів. У 2014 році почав навчання на тренерську категорію «A-UEFA».